# Oscar López Rivera
Oscar López Rivera (San Sebastián, 6 de gener de 1943) és un polític independentista porto-riqueny, antic dirigent de les Forces Armades d'Alliberament Nacional de Puerto Rico (FALN), que fou empresonat als EUA entre 1981 i 2017.
Va ser detingut l'any 1981 i sentenciat a 55 anys de presó per conspiració sediciosa, robatori amb violència i transport d'armes entre estats pel govern dels Estats Units d'Amèrica. Posteriorment, en 1988, va rebre una pena addicional de 15 anys per intent de fugida de la presó, amb la qual cosa la seva condemna total fou de 70 anys. El 1999, Bill Clinton va commutar les sentències d'onze dels acusats en aquest cas de les FALN, després que complissin entre 16 i 20 anys de presó, en considerar que les sentències eren molt llargues. Però Oscar López, que mai ha estat acusat de tenir relació amb els atacs amb explosius i morts de les FALN, es va negar a acceptar-ho si no es feia extensiu també a altres presos empresonats per circumstàncies similars.
López Rivera va néixer a Puerto Rico, on la seva família va residir fins que tenia 8 anys, moment en el qual es van traslladar a Chicago, als Estats Units d'Amèrica. En la seva joventut es va allistar en l'exèrcit nord-americà i va participar en la Guerra del Vietnam, en la qual va rebre l'Estrella de Bronze pel seu valor. Després de la guerra va tornar a Chicago i es va involucrar en la lluita pels drets dels porto-riquenys, participant en actes de desobediència civil i de militància pacífica. Posteriorment, en 1976, va passar a la clandestinitat formant part de les FALN.
Ha rebut mostres de suport i petició d'alliberament per part de, entre d'altres, Coretta Scott King, Jimmy Carter, Desmond Tutu, Mairead Corrigan, Bernie Sanders, l'arquebisbe de San Juan, Calle 13, Andy Montañez, Ricky Martin, Chucho Avellanet, el cineasta Jacobo Morale i els presidents de Veneçuela Hugo Chávez i Nicolás Maduro. El 2016, el cineasta i activista porto-riqueny Pedro Muñiz va reclamar la seva llibertat davant Felip VI d'Espanya en el VII Congrés Internacional de la Llengua Espanyola (CILE) que es va celebrar a Puerto Rico. El 17 de gener de 2017, Barack Obama li va atorgar el perdó presidencial, seguint la tradició dels presidents que deixen la Casa Blanca, i va ser alliberat el 17 de maig de 2017, després de 35 anys.